# 上海中国画院
上海中国画院（英語：Shanghai Chinese Painting Academy）位于上海市徐汇区岳阳路197号，是一个上海的专业画院。

## 历史
1956年周恩来提出在北京和上海各建一家“中国画院”，1957年北京中国画院（后更名为北京画院）建立。1960年6月20日上海中国画院正式建立，隶属于上海市文化和旅游局。由丰子恺出任首任院长，王个簃、贺天健、汤增桐任副院长。院名由时任上海市长陈毅题写。2019年12月18日建成程十发美术馆，集中展示海上画派作品。

## 下属机构
- 上海中国画院美术馆
- 程十发美术馆

## 历任领导
- 赖少其，1956年至1960年担任筹备会主任
- 丰子恺，1960年至1975年担任首任院长
- 吕蒙 (画家)，1979年年担任院长
- 汤增桐，1979年担任党支部书记
- 唐云 (画家)，1980年担任代院长、1984年担任名誉院长
- 王个簃，1984年担任名誉院长
- 程十发，1984年至2002年担任院长、2002年担任名誉院长
- 吴景泽，1984年至1990年担任党总支书记
- 孙学铭，1990年至1996年担任党总支书记
- 陈克理，2000年至2002年担任党总支书记
- 钱琦琦，2006年至2010年担任党总支书记
- 施大畏，2010年担任院长